# Cheikh Bamba Dièye
Cheikh Bamba Dièye (Saint-Louis (Senegal), 12 novembre 1965) è un politico senegalese, esponente del Fronte per il Socialismo e la Democrazia.
Sindaco di Saint-Louis dal 2007, ha ricoperto l'incarico di Ministro nei governi guidati da Abdoul Mbaye dal 2012 al 2013.
Si è presentato alle elezioni presidenziali del 2007 e a quelle del 2012 ottenendo, rispettivamente, lo 0,5% e l'1,9% dei voti.